# Charmides (Politiker)
Charmides (griechisch Χαρμίδης Charmídēs; * um 445 v. Chr. in Athen; † 403 v. Chr. bei Munychia) war ein antiker griechischer Politiker in Athen und Anhänger des Philosophen Sokrates.

## Familie
Die Familie des Charmides war vornehm und wohlhabend. Unter seinen Vorfahren väterlicherseits war Dropides („Dropides II.“), der Athener Archon von 593/92 v. Chr., ein Freund und Verwandter des legendären athenischen Gesetzgebers Solon. Charmides' Mutter war eine Schwester des Pyrilampes, der als Gesandter in der auswärtigen Politik Athens eine Rolle spielte. Seine Schwester Periktione war die Mutter des berühmten Philosophen Platon.
Charmides war noch unmündig, als sein Vater Glaukon starb. Die Vormundschaft übernahm Kritias, der Charmides’ Vetter väterlicherseits war. Im Gegensatz zu Pyrilampes, der ein Anhänger der athenischen Demokratie war, war Kritias oligarchisch gesinnt. Er gehörte später zu den profiliertesten Vertretern der oligarchischen Richtung, der sich auch Charmides anschloss.

## Leben
Charmides tritt in Platons nach ihm benanntem Dialog Charmides als Jugendlicher (meirákion) auf; zur Zeit der fiktiven Dialoghandlung war er etwa 14 bis 17 Jahre alt. Er war einige Jahre jünger als der wohl 451 geborene Alkibiades. Die Dialoghandlung ist auf das Frühjahr 429 zu datieren, unmittelbar nach der Rückkehr des Sokrates von einem Feldzug, der von 432 bis Mai 429 gedauert hatte; während Sokrates’ Abwesenheit war Charmides noch unter Vormundschaft gestanden. Daher fällt seine Geburt wohl in den Zeitraum zwischen 446 und 443.
Im Jahr 415 kam es in Athen zu Skandalen, die das politische Leben der Stadt erschütterten. Junge Männer hatten in Privathäusern die Mysterien von Eleusis parodierend nachgeahmt und dadurch profaniert. Das wurde als schweres Verbrechen gegen die Religion strafrechtlich verfolgt. Zu den Beschuldigten gehörte ein Charmides, in dessen Haus angeblich eine solche Veranstaltung stattgefunden hatte. Die Identität dieses Charmides mit dem Onkel Platons ist nicht sicher, aber wahrscheinlich. Der beschuldigte Charmides ergriff ebenso wie andere Tatverdächtige die Flucht. Er wurde wie die anderen in Abwesenheit zum Tode verurteilt und sein Vermögen konfisziert. Später wurden die Verurteilten jedoch amnestiert. Charmides durfte heimkehren.
Der zeitgenössische Schriftsteller Xenophon lässt in seinem Gastmahl Platons Onkel Charmides als verarmten Mann auftreten, der seine Besitzungen und Einkünfte verloren hat. Sogar seine Hauseinrichtung wurde verkauft. Nach dem Verlust seines Vermögens lebt er von öffentlichen Mitteln, führt aber aus seiner Sicht ein besseres Leben als zur Zeit seines Wohlstands, da er nun nicht mehr unter der Angst vor Verlusten leidet. Unklar ist, wie Charmides in derartige Armut geriet. Die Verluste dürften großenteils auf die Verwüstungen im Peloponnesischen Krieg zurückzuführen sein. Falls es sich bei dem 415 geflohenen Charmides um Platons Onkel handelt, war seine Verarmung möglicherweise eine Folge der Konfiskation.
Charmides gehörte zum Freundeskreis um den Philosophen Sokrates. Xenophon berichtet in seinen Erinnerungen an Sokrates, dass Sokrates Charmides schätzte und ihn ermutigte, seine Schüchternheit und Angst vor öffentlichem Reden zu überwinden und sich politisch zu betätigen, was in Athen mit einem Auftreten vor der Volksversammlung verbunden war.
Tatsächlich ging Charmides in die Politik, aber nicht auf die von Sokrates ins Auge gefasste Weise im Rahmen der demokratischen Staatsordnung. Da er wie sein Vetter Kritias oligarchisch gesinnt war, kam seine Chance erst nach der katastrophalen Niederlage Athens gegen Sparta im Peloponnesischen Krieg, als eine oligarchische Gruppe im Jahr 404 die demokratische Staatsordnung beseitigte. Die Oligarchen übernahmen die Macht und richteten einen „Rat der Dreißig“ als höchstes Gremium ein. In dem dreißigköpfigen Rat, der aus den Anführern der oligarchischen Bewegung bestand, spielte Kritias eine wichtige Rolle. Charmides kam nun ebenfalls zum Zug. Er gehörte aber nicht – wie oft fälschlich behauptet wird – dem Rat der Dreißig an, sondern wurde nur in einen Ausschuss von zehn Männern berufen, dem die Dreißig die Verwaltung der Hafenstadt Piräeus übertrugen.
Die mit Terror verbundene Herrschaft der Dreißig dauerte allerdings nicht lange. Die Gegner der Oligarchen sammelten sich im Exil. Schon bald stellte der demokratische Exilpolitiker und Feldherr Thrasybulos eine Streitmacht von Gesinnungsgenossen zusammen und nahm den Kampf gegen die Dreißig auf. Im Jahr 403 erlitten die Truppen der Oligarchen beim Hügel Munychia in der Nähe des Piräeus eine Niederlage; Kritias und Charmides fielen im Kampf. Der militärische Erfolg der Aufständischen hatte einen Machtwechsel in Athen zur Folge, der zu Verhandlungen und schließlich zur Wiederherstellung der Demokratie führte.

## Rolle in literarischen Dialogen
Kritias und Charmides sind die Hauptgesprächspartner des Sokrates in Platons Dialog Charmides, den der Autor nach seinem Onkel benannte. Dort wird zu Beginn die Schönheit des Charmides ausführlich gepriesen; sie macht in dem homoerotischen Milieu einen starken Eindruck, auch Sokrates ist fasziniert. Die Besonnenheit des Charmides findet ebenfalls Lob, doch gelingt es ihm im anschließenden philosophischen Gespräch nicht, für den Begriff „Besonnenheit“ (sophrosyne) eine befriedigende Definition zu finden. Schließlich beschließt Charmides, Schüler des Sokrates zu werden.
In Platons Dialog Protagoras gehört Charmides ebenfalls zu den Anwesenden; dort ergreift er aber nicht das Wort, sondern erscheint nur anfangs in der Schar der Bewunderer des Sophisten Protagoras, mit dem sich Sokrates dann auseinandersetzt. In Platons Symposion nennt ihn Alkibiades unter denen, deren sexuelle Wünsche Sokrates nicht erfüllt habe. Auch in dem Platon zugeschriebenen Dialog Theages, dessen Echtheit umstritten ist, kommt Charmides vor. Dort erzählt Sokrates, dass Charmides Kurzstreckenlauf trainierte, um sich an den Nemeischen Spielen zu beteiligen, obwohl Sokrates ihm davon abriet. Dies erwies sich als Fehler.
Unter den Anwesenden ist Charmides auch im pseudoplatonischen (Platon zu Unrecht zugeschriebenen) Dialog Axiochos, er nimmt aber nicht am Gespräch teil. Nach der Darstellung in diesem Werk hat er eine erotische Beziehung mit dem rund zwei Jahrzehnte jüngeren Kleinias, dem Sohn des Axiochos. Kleinias kommt auch in Platons Dialog Euthydemos vor; er tritt dort als Gesprächspartner auf und seine Schönheit erregt bei den Homoerotikern Bewunderung.